# Unione Sportiva Catanzaro 2001-2002
Questa pagina raccoglie le informazioni riguardanti l'Unione Sportiva Catanzaro nelle competizioni ufficiali della stagione 2001-2002.

## Stagione
Nella stagione 2001-2002 il Catanzaro disputa il girone C del campionato di Serie C2, con 51 punti ottiene il sesto posto finale. La squadra giallorossa allenata per questa stagione da Leonardo Bitetto parte molto bene, al termine del girone di andata è prima con 34 punti, appaiata al Giugliano. Poi nel girone di ritorno ha un vistoso calo, a fine gennaio dopo il sonoro (0-3) contro la rivelazione Martina, viene sostituito il tecnico con Massimo Morgia, ma il Catanzaro della prima parte di stagione non c'è più. Al termine del torneo i calabresi sono dieci punti lontano dai Play-off, sale diretto in Serie C1 il Martina, mentre il Paternò ha vinto i Play-off. Miglior marcatore giallorosso di stagione è il barese Fabio Moscelli che firma 15 reti in campionato. Nella Coppa Italia di Serie C il Catanzaro vince il girone R di qualificazione, poi nei sedicesimi di finale ha la meglio sul Catania, negli ottavi di finale supera l'Avellino, mentre nei quarti di finale viene eliminato dal Chieti.

## Rosa
| N. |                   | Ruolo | Calciatore            |
| -- | ----------------- | ----- | --------------------- |
|    | Italia (bandiera) | A     | Rosario Alfano        |
|    | Italia (bandiera) | D     | Nicola Ascoli         |
|    | Italia (bandiera) | C     | Mario Ausoni          |
|    | Italia (bandiera) | A     | Antonio Barbera       |
|    | Italia (bandiera) | C     | Giuseppe Benincasa    |
|    | Italia (bandiera) | P     | Antonio Castelli      |
|    | Italia (bandiera) | D     | Mario Chianello       |
|    | Italia (bandiera) | C     | Giuseppe Ciaramella   |
|    | Italia (bandiera) | D     | Marco Ciardiello      |
|    | Italia (bandiera) | D     | Marcello Corazzini    |
|    | Italia (bandiera) | C     | Giovanni Dalle Vedove |
|    | Italia (bandiera) | C     | Fabio De Sanzo        |
|    | Italia (bandiera) | C     | Tommaso Folino        |
|    | Italia (bandiera) | D     | Valerio Gabriele      |
|    | Italia (bandiera) | P     | Luca Gentili          |
|    | Italia (bandiera) | D     | Fabio Gianella        |
|    | Italia (bandiera) | A     | Giuseppe Giglio       |

| N. |                   | Ruolo | Calciatore           |
| -- | ----------------- | ----- | -------------------- |
|    | Canada (bandiera) | C     | Sandro Grande        |
|    | Italia (bandiera) | C     | Marco Lo Pinto (I)   |
|    | Italia (bandiera) | C     | Riccardo Marroccolo  |
|    | Italia (bandiera) | D     | Emiliano Milone      |
|    | Italia (bandiera) | D     | Antonio Minadeo      |
|    | Italia (bandiera) | A     | Fabio Moscelli       |
|    | Italia (bandiera) | D     | Daniel Niccolini     |
|    | Italia (bandiera) | C     | Salvatore Novembrino |
|    | Italia (bandiera) | A     | Giulio Russo         |
|    | Italia (bandiera) | C     | Michele Scaringella  |
|    | Italia (bandiera) | P     | Luca Siringo         |
|    | Italia (bandiera) | A     | Andrea Staglianò     |
|    | Italia (bandiera) | C     | Domenico Tassone     |
|    | Italia (bandiera) | C     | Donato Terrevoli     |
|    | Italia (bandiera) | A     | Giovanni Tiberi      |
|    | Italia (bandiera) | C     | Francesco Tondo      |
|    | Italia (bandiera) | D     | Giuseppe Zappella    |

## Risultati

### Serie C2 - girone C

#### Girone di andata
| Arbitro: | P. Rossi (Forlì) |

|              |           |  |
| G. Russo 79’ | Marcatori |  |

| Arbitro: | Benedetti (Vicenza) |

|              |           |            |
| Astarita 33’ | Marcatori | 37’ Milone |

| Arbitro: | Marelli (Como) |

|              |           |  |
| Zappella 47’ | Marcatori |  |

| Arbitro: | Lops (Torino) |

|                         |           |                           |
| Prisciandaro 53’ (rig.) | Marcatori | 58’ De Sanzo 68’ G. Russo |

| Arbitro: | Capozzi (Vicenza) |

|                                                                  |           |  |
| Moscelli 19’ (rig.) Giglio 35’ M. Savio 59’ (aut.) Terrevoli 63’ | Marcatori |  |

| Arbitro: | Rocchi (Firenze) |

|  |           |                         |
|  | Marcatori | 14’ Moscelli 69’ Giglio |

| Arbitro: | Benedetti (Vicenza) |

|            |           |  |
| Arcese 23’ | Marcatori |  |

| Arbitro: | Giachero (Pinerolo) |

|                                    |           |  |
| Delle Vedove 27’ Moscelli 42’, 84’ | Marcatori |  |

| Arbitro: | Brighi (Cesena) |

|                           |           |                                   |
| Fattizio 61’ Fumarola 63’ | Marcatori | 3’, 40’, 90+5’ Moscelli 28’ Tondo |

| Arbitro: | De Marco (Chiavari) |

|            |           |               |
| Giglio 66’ | Marcatori | 57’ Calvaresi |

| Arbitro: | P. Rossi (Forlì) |

|             |           |            |
| Martone 87’ | Marcatori | 49’ Grande |

| Arbitro: | Vicinanza (Albenga) |

|               |           |                                 |
| Terrevoli 22’ | Marcatori | 38’ (rig.), 50’ (rig.) Mascioli |

| Arbitro: | Niccolai (Livorno) |

|                |           |  |
| Novembrino 86’ | Marcatori |  |

| Arbitro: | Cenni (Imola) |

|                                    |           |                                        |
| Di Toro 8’ Gulino 44’ La Porta 67’ | Marcatori | 87’ (rig.) Moscelli 90+2’ (aut.) Mengo |

| Arbitro: | Tonolini (Milano) |

|                 |           |  |
| M. Lo Pinto 33’ | Marcatori |  |

| Arbitro: | Romeo (Verona) |

|                 |           |              |
| Paco Soares 49’ | Marcatori | 70’ Moscelli |

| Arbitro: | Belloli (Bergamo) |

|            |           |  |
| Giglio 10’ | Marcatori |  |

#### Girone di ritorno
| Arbitro: | Girardi (San Donà di Piave) |

|                                     |           |              |
| Falco 10’, 53’ (rig.) G. Corona 40’ | Marcatori | 50’ Moscelli |

| Arbitro: | Zambon (Padova) |

|                                       |           |             |
| Terrevoli 32’ Alfano 74’ Moscelli 84’ | Marcatori | 31’ Landini |

| Fasano 20 gennaio 2002 20ª giornata | Fasano             | 0 – 0 | Catanzaro | Stadio Vito Curlo\| Arbitro: \| Mariuzzo (Venezia) \| |
| Arbitro:                            | Mariuzzo (Venezia) |       |           |                                                       |

| Arbitro: | Giammillaro (Messina) |

|  |           |                                         |
|  | Marcatori | 13’, 39’ Prisciandaro 71’ (aut.) Milone |

| Arbitro: | Brunialti (Trento) |

|                        |           |             |
| Galetti 6’ Docente 60’ | Marcatori | 37’ Barbera |

| Arbitro: | Sacco (Civitavecchia) |

|  |           |                   |
|  | Marcatori | 90+2’ Passalacqua |

| Arbitro: | Romeo (Verona) |

|                           |           |               |
| Terrevoli 27’ Barbera 51’ | Marcatori | 13’ Nicoletti |

| Acireale 24 febbraio 2002 25ª giornata | Acireale           | 0 – 0 | Catanzaro | Stadio Tupparello\| Arbitro: \| Ponzalli (Firenze) \| |
| Arbitro:                               | Ponzalli (Firenze) |       |           |                                                       |

| Arbitro: | Nicoletti (Macerata) |

|                                                       |           |            |
| G. Russo 4’ De Sanzo 14’ Scaringella 34’ Moscelli 79’ | Marcatori | 53’ Nobile |

| Arbitro: | P.S. Mazzoleni (Bergamo) |

|                       |           |             |
| Brutto 57’ Pagana 74’ | Marcatori | 7’ De Sanzo |

| Catanzaro 24 marzo 2002 28ª giornata | Catanzaro               | 0 – 0 | Sant'Anastasia | Stadio Nicola Ceravolo\| Arbitro: \| Zanzi (Lugo di Romagna) \| |
| Arbitro:                             | Zanzi (Lugo di Romagna) |       |                |                                                                 |

| Arbitro: | Latella (Potenza) |

|              |           |  |
| M. Righi 33’ | Marcatori |  |

| Arbitro: | Tonolini (Milano) |

|                                   |           |            |
| Galantucci 45+1’ S. Sibilli 90+3’ | Marcatori | 43’ Folino |

| Arbitro: | P.S. Mazzoleni (Bergamo) |

|                                         |           |              |
| Folino 9’ Delle Vedove 47’ Moscelli 54’ | Marcatori | 35’ Del Core |

| Arbitro: | P. Rossi (Forlì) |

|                             |           |                            |
| Terracciano 57’ Chietti 75’ | Marcatori | 22’ Corazzini 48’ Moscelli |

| Arbitro: | Mariuzzo (Venezia) |

|              |           |               |
| Moscelli 54’ | Marcatori | 62’ Abruzzese |

| Arbitro: | Brighi (Cesena) |

|               |           |  |
| Formisano 44’ | Marcatori |  |

### Coppa Italia di Serie C

#### Girone R
| 12 agosto 2001 1ª giornata |  | – Turno di riposo Catanzaro |  |  |

| Arbitro: | Ferraro (Crotone) |

|              |           |  |
| Staglianò 6’ | Marcatori |  |

| Barcellona Pozzo di Gotto 22 agosto 2001 3ª giornata | Igea Virtus                | 0 – 0 | Catanzaro | Stadio Carlo Stagno d'Alcontres\| Arbitro: \| Santucci (Reggio Calabria) \| |
| Arbitro:                                             | Santucci (Reggio Calabria) |       |           |                                                                             |

| Arbitro: | Crugliano (Crotone) |

|                         |           |              |
| Milone 11’ G. Russo 81’ | Marcatori | 77’ Clemente |

| Acireale 29 agosto 2001 5ª giornata | Acireale                 | 0 – 0 | Catanzaro | Stadio Tupparello\| Arbitro: \| Giordano (Caltanissetta) \| |
| Arbitro:                            | Giordano (Caltanissetta) |       |           |                                                             |

#### Sedicesimi di finale
| Arbitro: | Angrisani (Salerno) |

|                               |           |  |
| De Sanzo 26’ Novembrino 90+2’ | Marcatori |  |

| Arbitro: | Herberg (Messina) |

|                                  |           |           |
| Cordone 35’ Grabinski 44’ (rig.) | Marcatori | 1’ Alfano |

#### Ottavi di finale
| Arbitro: | Latella (Potenza) |

|                        |           |            |
| Bembuana 36’ Frati 67’ | Marcatori | 13’ Alfano |

| Arbitro: | Giannoccaro (Lecce) |

|                                                             |           |                     |
| Terrevoli 23’ Alfano 27’ G. Russo 29’ (rig.) Novembrino 85’ | Marcatori | 65’ (rig.) D. Rocco |

#### Quarti di finale
| Arbitro: | G. Rubino (Salerno) |

|           |           |                 |
| Alfano 9’ | Marcatori | 90+4’ De Simone |

| Arbitro: | Torella (Roma) |

|                              |           |  |
| Porro 44’ Albieri 62’ (rig.) | Marcatori |  |